# 유럽 고속도로 373호선
유럽 고속도로 373호선(European route E373)은 폴란드의 루블린에서 우크라이나의 키이우까지 이어지는 B-클래스급 고속도로로, 총 연장은 590 km이다. 유엔 유럽 경제 위원회(UNECE)에서 제시한 주요 경유지로는 루블린, 코벨, 키이우 등이 있다.